# Myrmelachista chilensis
Myrmelachista chilensis är en myrart som beskrevs av Auguste-Henri Forel 1904. Myrmelachista chilensis ingår i släktet Myrmelachista och familjen myror. Inga underarter finns listade i Catalogue of Life.